# Jonny Greenwood
Jonathan (Jonny) Richard Guy Greenwood (Oxford, 5 november 1971) is een Brits musicus en componist. Hij is lid van de band Radiohead en de broer van medebandlid Colin Greenwood. De afkorting van zijn naam, "Jonny", wordt gespeld zonder h, omdat het een verkorting is van Jonathan, niet van John.

## Loopbaan
Greenwood wordt vaak vermeld als de tweede muzikale leider van Radiohead. Hij wordt beschouwd als een getalenteerd multi-instrumentalist en speelt leadgitaar, orgel, synthesizer, piano, xylofoon, harmonica en andere instrumenten. Greenwoods eigen bijdragen aan Radiohead omvatten het 'slowrocklied' "The Tourist" en het Beatleske "A Wolf at the Door" – de laatste nummers van respectievelijk OK Computer en Hail to the Thief. Radiohead-frontman Thom Yorke merkte op dat de track "Just" van The Bends "een wedloop tussen Jonny en mij om zo veel mogelijk akkoorden in een lied te krijgen" was.
Greenwoods extreem agressieve gitaarspel heeft in het verleden geleid tot RSI in zijn rechterarm. Na het advies van een dokter om tijdelijk een armband te dragen, werd zijn armband een handelsmerk. "Ik vind het leuk om 'm om te doen voordat ik ga spelen... Het is net zoiets als je vingers intapen voor een bokswedstrijd", aldus Greenwood. Hij bespeelt tevens de ondes-Martenot, die hoog op zijn lijstje staat van favoriete instrumenten. Hij heeft een stuk gecomponeerd voor een duo ondes-Martenot, getiteld Smear. De ondes komt voor in veel Radioheadnummers, met name in The National Anthem van het experimentele Kid A uit 2000. Greenwood gebruikt ook modulaire synthesizers en apparaten zoals de Korg Kaoss Pad in zijn latere oeuvre. Voor Radioheads album The King of Limbs, verschenen in 2011, creëerde hij zelf de software waarmee de band het album produceerde.
Aangezien Greenwood het enige lid van Radiohead is dat geschoold is in muziektheorie, is hij verantwoordelijk voor de orkestrale arrangementen die veel voorkomen in Radioheads muziek vanaf 2000. Met name op het album A Moon Shaped Pool, wat in 2016 verscheen, waren deze arrangementen erg prominent aanwezig. 
In 2003 kwam Greenwoods eerste soloalbum uit, Bodysong. Het was de soundtrack van de gelijknamige film van cineast Simon Pummel. Zijn broer Colin werkte eveneens mee aan dit album. Greenwood werd in mei 2004 gecontracteerd door de BBC als huiscomponist. Hij was te zien in de film Harry Potter and the Goblet of Fire, net als medebandlid Phil Selway en Pulp-frontman Jarvis Cocker als lid van de band De Witte Wieven. Op het Ether Festival in maart 2005 speelden Yorke en Greenwood "Arpeggi" met de London Sinfonietta. In 2009 schreef Greenwood de filmmuziek van There Will Be Blood, waarbij hij gebruikmaakte van kenmerken van de minimalistische muziek.

## Bijdragen
Velvet Goldmine:
Yorke en Greenwood vormden samen met Bernard Butler, Andy Mackay en Paul Kimble de band The Venus in Furs. Ze namen vijf liedjes op voor de door Michael Stipe geproduceerde film Velvet Goldmine, te weten:
- 2HB
- Ladytron
- Baby's on fire
- Bitter-sweet
- Tumbling down

Pavement:
Greenwood speelde harmonica op Pavements lp Terror Twilight. Hij speelde mee in "Platform Blues" en "Billie". Nota bene: het album werd geproduceerd en gemixt door Nigel Godrich (hetgeen verklaart waarom Greenwood een rolletje meespeelde).

## Filmografie

### Acteur
- 2005: Harry Potter and the Goblet of Fire als muzikant

### Filmcomponist
- 2003: Bodysong (documentaire)
- 2007: There Will Be Blood
- 2010: Norwegian Wood
- 2011: We Need to Talk About Kevin
- 2012: The Master
- 2014: Inherent Vice
- 2017: You Were Never Really Here
- 2017: Phantom Thread
- 2021: The Power of the Dog
- 2021: Spencer
- 2021: Licorice Pizza

### Prijzen en nominaties
De belangrijkste:
- 2008: Zilveren Beer met There Will Be Blood voor Outstanding Artistic Contribution (gewonnen).
- 2008: BAFTA Award met There Will Be Blood voor Anthony Asquitn Award for Film Music (genomineerd).
- 2009: Grammy Award met There Will Be Blood voor Best Score Soundtrack Album for Motion Picture, Television or Other Visual Media (genomineerd).
- 2018: Golden Globe met Phantom Thread voor Best Original Score - Motion Picture (genomineerd).
- 2018: BAFTA Award met Phantom Thread voor Original Music (genomineerd).
- 2018: Academy Award met Phantom Thread voor Best Achievement in Music Written Motion Pictures (Original Score) (genomineerd).
- 2022: Golden Globe met The Power of the Dog voor Best Original Score - Motion Picture (genomineerd).
- 2022: BAFTA Award met The Power of the Dog voor Original Score (genomineerd).
- 2022: Academy Award met The Power of the Dog voor Best Achievement in Music Written for Motion Pictures (Original Score) (genomineerd).
- 2023: Grammy Award met The Power of the Dog voor Best Score Soundtrack for Visual Media (genomineerd).